# (2496) Fernandus
(2496) Fernandus (1953 TC1; 1969 TX4; 1972 RB3; 1972 TN; 1974 CV; 1974 EK) ist ein ungefähr sechs Kilometer großer Asteroid des inneren Hauptgürtels, der am 8. Oktober 1953 im Rahmen des Indiana Asteroid Programs am Goethe-Link-Observatorium in Brooklyn, Indiana (IAU-Code 760) entdeckt wurde. Durch das Indiana Asteroid Program wurden insgesamt 119 Asteroiden neu entdeckt.

## Benennung
(2496) Fernandus wurde nach Fernandus Payne (1881–1977) benannt, der Dekan der Graduiertenschule und Leiter der Abteilung für Zoologie an der Indiana University Bloomington von 1927 bis 1947 sowie Dekan der Hochschule für Künste und Wissenschaften von 1942 bis 1947 war. Er war 1931 Präsident der American Society of Zoologists und 18 Jahre lang Vorsitzender des Klassifizierungsausschusses der Association of American Universities. Ab 1951 war er ein Jahr lang stellvertretender Direktor für biologische und medizinische Wissenschaften der National Science Foundation. Die Benennung wurde vom US-amerikanischen Astronomen Frank K. Edmondson vorgeschlagen.